# Jódar
Jódar er en by og kommune i det sydlige Spanien i provinsen Jaén. Den har et indbyggertal på 11.366 (2024) indbyggere.